# Spalgis tintinga
Spalgis tintinga is een vlinder uit de familie van de Lycaenidae. De wetenschappelijke naam van de soort is voor het eerst gepubliceerd in 1833 door Jean Baptiste Boisduval.
De soort komt voor in Madagaskar.